# Leeds Castle

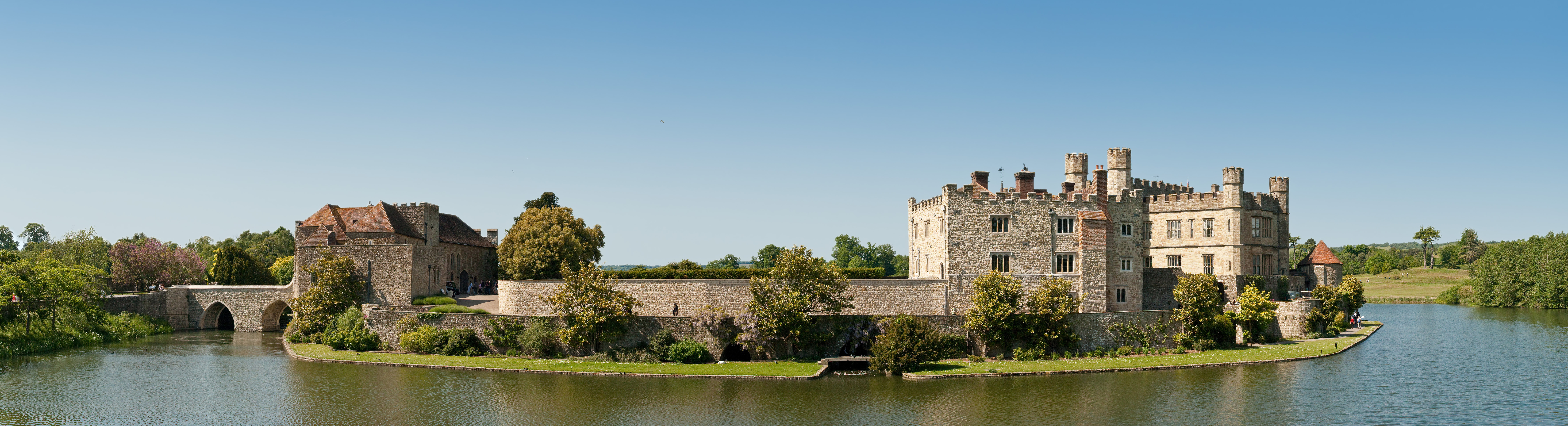
Leeds Castle

Leeds Castle ist ein englisches Wasserschloss etwa sechs Kilometer südöstlich von Maidstone im Zentrum der  Grafschaft Kent. Das Schloss und seine Ländereien wurden nach dem kleinen Dorf Leeds benannt, an das sie angrenzen, nicht nach der Großstadt Leeds in West Yorkshire.
Leeds Castle wurde bereits im Domesday Book  König Wilhelms des Eroberers erwähnt, dem englischen Reichsgrundbuch. Es war im Laufe der Jahrhunderte nacheinander normannische Festung, Wohnsitz von sechs mittelalterlichen Königinnen, Palast Heinrichs VIII. und Rückzugsort für die Reichen und Mächtigen. In den über 1000 Jahren seines Bestehens hat das Schloss viele Kämpfe überstanden, mächtige Staatsmänner beherbergt und zahlreiche Künstler inspiriert. Heute steht es unter der Leitung der Leeds Castle Foundation und ist jährlich das Ziel vieler Tausender, Erholung suchender Menschen.

## Geschichte

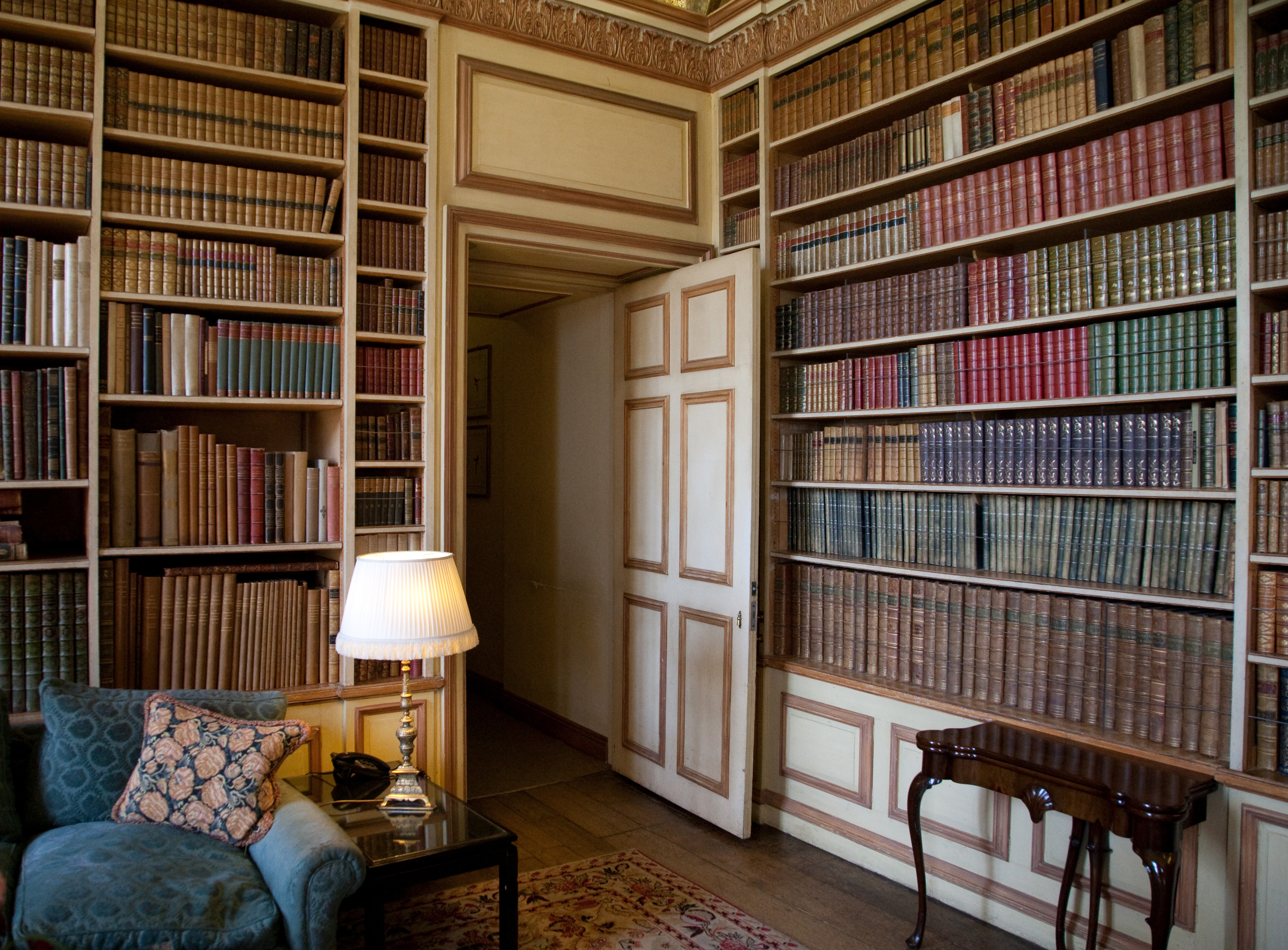
Bibliothek (Teilansicht) auf Leeds Castle

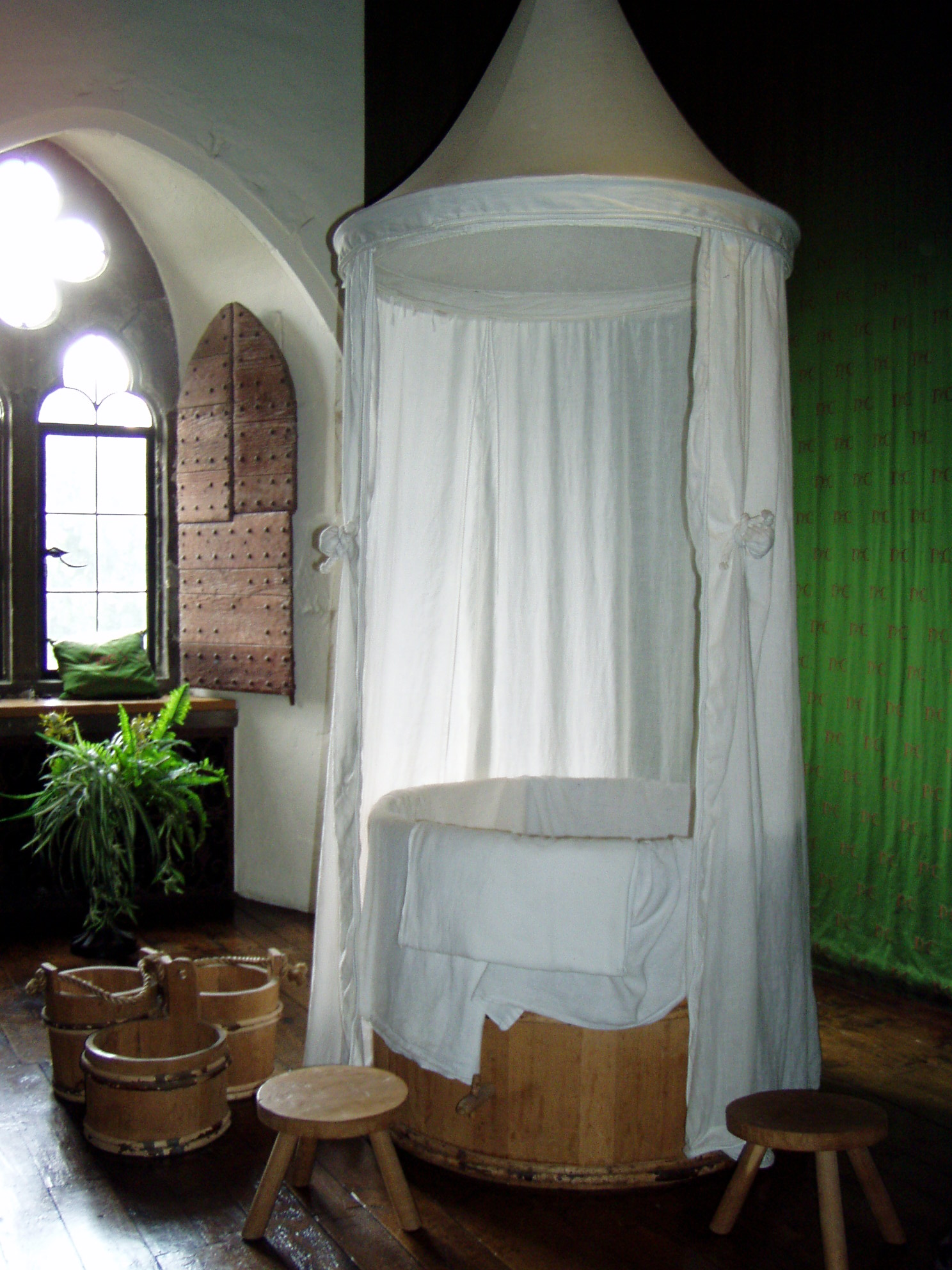
Badestube auf Leeds Castle

- 857: Die Geschichte von Leeds Castle begann im Jahr 857 mit dem Bau eines königlichen Herrenhauses namens Esledes. Es war während der Regierungszeit von König Ethelbert von Wessex im Besitz des angelsächsischen Königshauses.
- 1278: Unter Edward I., der das Gebäude stark erweiterte und modernisierte, begann im Jahr 1278 die lange Zeit von Leeds Castle als königlicher Palast.
- 1321: Als eines Nachts im Jahr 1321 die Gemahlin von König Edward II., Isabella von Frankreich, in Leeds Castle Zuflucht suchte, wurde ihr der Zutritt verwehrt. Die königliche Reisegesellschaft wurde sogar von Bogenschützen aus dem Schloss heraus beschossen. Der König rächte sich allerdings umgehend für den feindlichen Empfang seiner Königin und belagerte das Schloss mit katapultartigen Wurfgeräten, so genannten Ballistas. Einige Jahre nach Edwards Tod wurde Königin Isabella das Schloss bis zu ihrem Tod im Jahr 1358 zugesprochen.
- 1395 empfing König Richard II. den französischen Dichter und Historiker Jean Froissart in Leeds Castle, ein Treffen, das Froissart in seinen Chroniken beschrieben hat.
- 1403 wurde Leeds Castle Wohnsitz der beim englischen Volk nicht sonderlich beliebten Königin Johanna von Navarra (um 1370–1437), der zweiten Ehefrau von König Heinrich IV. Johanna wurde später angeklagt, ein Mordkomplott gegen ihren Stiefsohn, König Heinrich V., geschmiedet zu haben, nach vierjähriger Haft aber freigesprochen. Seit dieser Zeit haftet Leeds Castle der Ruf an, ein Frauenschloss zu sein.
- 1520 fällt Leeds Castle an seinen wohl berühmtesten königlichen Besitzer, König Heinrich VIII. Er gibt enorm viel Geld aus, um das Schloss für seine erste Frau, Katharina von Aragon (1485–1536), umzubauen.
- 1660: Mit der Wiederherstellung der Monarchie wurde im Jahr 1660 das bis heute andauernde amerikanische Kapitel in der Geschichte von Leeds Castle aufgeschlagen. König Karl II. sprach Lord Culpeper über 5 Millionen Morgen Land in der damaligen britischen Kolonie Virginia zu, weil er der exilierten königlichen Familie geholfen hatte. Lord Culpepers Sohn kaufte das Schloss und vermietete es an die Regierung als Gefängnis für französische und holländische Kriegsgefangene. Die Häftlinge zündeten die Gloriette an und verursachten dadurch Schäden, die erst 1822 repariert wurden.
- 1690 ging das Schloss samt Umschwung in den Besitz von Thomas Fairfax, 5. Lord Fairfax of Cameron über. Leeds Castle verblieb über 100 Jahre lang bis zum Tod des Robert Fairfax, 7. Lord Fairfax of Cameron 1793 in Familienbesitz.
- 1793 Leeds Castle wurde an verschiedene entfernte Verwandte der Fairfaxes weitergegeben, während der nächsten 30 Jahren aber kaum unterhalten. Der Architekt William Baskett verfasste 1821 einen verheerenden Bericht über den Zustand der Gebäude: Die Mühle und das Barbican befanden sich in Trümmern, das Torhaus und das innere Torhaus waren in einem baufälligen Zustand, der Maiden’s Tower befand sich in unmittelbarer Gefahr des Zusammenbruchs, das jakobinische Haupthaus verfiel und die Gloriette war mehr oder weniger eine Ruine.
- 1821 Der aktuelle Besitzer Fiennes Wykeham Martin beschloss, verschiedene Renovationen und Umbauten vorzunehmen. Das daraus entstandene neue Schloss, bis heute äußerlich wenig verändert, wurde 1823 fertiggestellt
- 1926: Leeds Castle war nach verschiedenen Besitzerwechseln in baulich schlechtem Zustand und stand seit zwei Jahren komplett leer, als es vom reichen amerikanischen Ehepaar Arthur Wilsen Filmer und seiner Frau Olive Cecilia Paget gekauft wurde. Olive Cecilia Paget wurde nach der Scheidung von Arthur Wilsen Filmer und der Heirat mit Sir Adrian William Maxwell Baillie als Lady Baillie bekannt. Für den Rest ihres Lebens verbrauchte Lady Baillie einen großen Teil ihres Erbes für die Restaurierung des Schlosses und der dazugehörigen Gebäude sowie für den Park und das Anwesen.
- 1930er: Lady Baillie war als Gastgeberin bekannt. Die Baillies lebten während der Woche in London und hielten an den Wochenenden rauschende Hauspartys im Leeds Castle ab.
- 1939: Nach dem Beginn des Zweiten Weltkriegs wurden Teile des Schlosses als Krankenhaus genutzt. Viele Verwundete der Expeditionsstreitkräfte, die nach dem Rückzug von Dünkirchen zurückgeführt wurden, wurden in Leeds Castle behandelt. Weitere Räumlichkeiten wurden zur Rehabilitation schwer verbrannter Piloten eingesetzt, die von bekannten Chirurgen und vom plastischen Chirurgen Sir Archibald McIndoe im East Grinstead Hospital behandelt wurden. Gleichzeitig wurden aber auch heimliche Waffenforschungen mit Brandwaffen auf dem Schlossgelände durchgeführt. Der für diese Arbeit zuständige Minister, Geoffrey Lloyd, war ein regelmäßiger Besucher zu Lady Baillies Lebzeiten und wurde später der erste Vorsitzende der Leeds Castle Foundation.
- 1949 diente das Schloss als Kulisse für den britischen Film Adel verpflichtet, in dem Alec Guinness acht verschiedene Rollen einnimmt.
- 1976: Nach ihrem Tod im Jahr 1974 vermachte Lady Baillie das Schloss der Leeds Castle Foundation, einer privaten gemeinnützigen Stiftung, deren Ziel es ist, das Schloss und das Gelände für die Öffentlichkeit zu erhalten. Das Schloss wurde 1976 der Öffentlichkeit zugänglich gemacht.

## Leeds Castle heute
Leeds Castle und die das Schloss umgebenden Anlagen und Gärten sind heute ein bedeutendes Erholungszentrum in der Grafschaft Kent. Auf dem Gelände gibt es verschiedene Vogelhäuser, einen Golfplatz, ein Labyrinth und das einzige Hundehalsbandmuseum der Welt. Es ist auch regelmäßiger Veranstaltungsort für Freiluftkonzerte mit namhaften Künstlern und für ein jährliches Heißluftballonspektakel. 2019 wurde Leeds Castle von rund 540.000 Personen besucht. 2024 betrug die Besucherzahl etwa 444.000 Personen.
Es gehört dem Konsortium Treasure Houses of England an.